# Nazionale femminile di pallacanestro dell'Argentina
La nazionale femminile di pallacanestro dell'Argentina, selezione delle migliori giocatrici di pallacanestro di nazionalità argentina, rappresenta l'Argentina nelle competizioni internazionali femminili di pallacanestro organizzate dalla FIBA ed è gestita dalla Federazione cestistica dell'Argentina.

## Piazzamenti

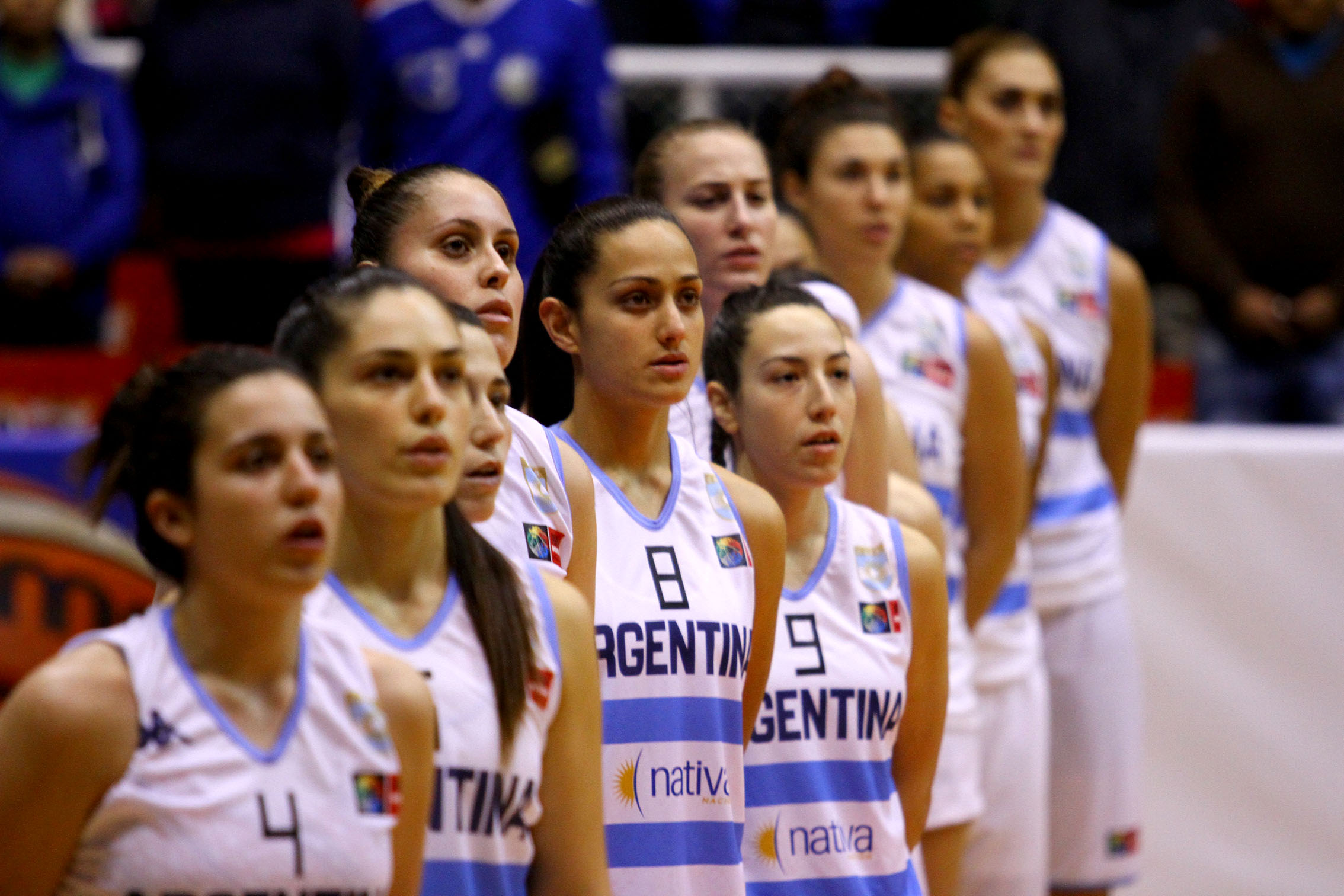

Mondiali
- 1953 - 6°
- 1957 - 9°
- 1964 - 13°
- 1971 - 11°
- 1998 - 15°
- 2002 - 10°
- 2006 - 9°
- 2010 - 14°
- 2018 - 15°

Campionati americani
- 1989 - 5º
- 1993 - 7º
- 1995 - 4º
- 1997 - 4º
- 1999 - 5º
- 2001 -  3º
- 2003 - 5º
- 2005 - 4º
- 2007 - 4º
- 2009 -  2º
- 2011 -  2º
- 2013 - 5º
- 2015 -  3º
- 2017 -  2º
- 2019 - 8º
- 2021 - 10º[1]
- 2023 - 7º
- 2025 - 4º

Campionati sudamericani
- 1946 -  3º
- 1948 -  1º
- 1950 -  2º
- 1952 - 4º
- 1956 - 4º
- 1958 -  2º
- 1960 - 5º
- 1962 - 4º
- 1965 - 4º
- 1967 - 5º
- 1968 -  3º
- 1970 -  2º
- 1972 - 4º
- 1974 -  2º
- 1977 -  3º
- 1978 -  3º
- 1981 - 4º
- 1984 - 4º
- 1986 - 4º
- 1989 -  3º
- 1991 -  3º
- 1993 -  2º
- 1995 -  2º
- 1997 -  2º
- 1999 -  2º
- 2001 -  2º
- 2003 -  2º
- 2005 -  3º
- 2006 -  2º
- 2008 -  2º
- 2010 -  2º
- 2013 -  2º
- 2014 -  2º
- 2016 - 4º
- 2018 -  1º
- 2022 -  2º
- 2024 -  1º

Panamericani
- 1991 - 5º
- 1995 - Torneo annullato
- 1999 - 5º
- 2003 - 5º
- 2007 - 6º
- 2011 - 5°
- 2015 - 5°
- 2019 - 5°

## Formazioni

### Campionati mondiali
Campionato mondiale femminile di pallacanestro 19533 Bonetti, 4 Pastorino, 5 Echeverría, 6 Sosa, 7 Mottolese, 8 Kirsch, 9 Reyes, 10 Marchisotti, 11 Rosales, 12 Crocco, 13 Ortiz, 14 Medrano,        All. Francisco del Río
Campionato mondiale femminile di pallacanestro 19573 Lorenzo, 4 Cattáneo, 5 Rodríguez, 6 Bonetti, 7 Zurita, 8 Balocco, 9 Cesca, 10 Solari, 11 Lilino, 12 Rosales, 13 Bustos, 14 Pietrapiana,        All. Julio Pastorino
Campionato mondiale femminile di pallacanestro 19644 Juan, 5 Ventos, 6 Conesa, 7 Maggiolo, 8 Balocco, 9 Vass, 10 Mahbub, 11 Abad, 12 Setien, 13 Sklerevicius, 14 Castillo, 15 Del Duca,        All. Alberto Trama
Campionato mondiale femminile di pallacanestro 19714 Almirante, 5 Blanco, 6 Moreno, 7 Castillo, 8 Nine, 9 Escobar, 10 Gaitán, 11 Lando, 12 Rivero, 13 Calderón, 14 Branzuel, 15 Ravazzoli,        All. Pedro Bátiz
Campionato mondiale femminile di pallacanestro 19984 Nicolini, 5 Soberón, 6 Mendoza, 7 Ferazzoli, 8 Tizón, 9 Gatti, 10 Boeykens, 11 Falabella, 12 Alomo, 13 Comba, 14 Luchessi, 15 Fernández,        All. Eduardo Pinto
Campionato mondiale femminile di pallacanestro 20024 Nicolini, 5 Pires, 6 Avaro, 7 Vega, 8 Mendoza, 9 Ríos, 10 Galé, 11 Paoletta, 12 Fernández, 13 Chesta, 14 Sánchez, 15 Falabella,        All. Eduardo Pinto
Campionato mondiale femminile di pallacanestro 20064 Nicolini, 5 Soberón, 6 Liñeira, 7 Vega, 8 Ríos, 9 Chesta, 10 Gatti, 11 Paoletta, 12 Fernández, 13 Landra, 14 Sánchez, 15 Pavón,        All. Eduardo Pinto
Campionato mondiale femminile di pallacanestro 20104 González, 5 Burani, 6 Reggiardo, 7 Chesta, 8 Mendoza, 9 Cava, 10 Gatti, 11 Paoletta, 12 Pavón, 13 Cejas, 14 Sánchez, 15 Fernández,        All. Eduardo Pinto
Campionato mondiale femminile di pallacanestro 20184 Rosset, 5 D'Urso, 6 Llorente, 8 Boquete, 9 Fiorotto, 10 Burani, 11 Gretter, 12 Santana, 13 González, 15 Marchizotti, 17 Leiva, 22 Pérez,        All. Cristian Santander

### Campionati americani
Campionato americano femminile di pallacanestro 19894 G. Casini, 5 Van Der Wee, 6 Rosolen, 7 Ibarra, 8 Tizón, 9 Falabella, 10 Alomo, 11 Socías, 12 García, 13 Rodríguez, 14 Andreozzi, 15 Rinkewitsch,        All. Rodolfo Casini
Campionato americano femminile di pallacanestro 19934 Nicolini, 5 Quinteros, 6 Rosolen, 7 Ferazzoli, 8 Van Der Wee, 9 Safratti, 10 Galé, 11 Quatrocchi, 12 Avaro, 13 Alomo, 14 Lima, 15 Alonso,        All. Eduardo Pinto
Template:Argentina femminile pallacanestro americano 1995
Campionato americano femminile di pallacanestro 19974 Nicolini, 5 Soberón, 6 Ibarra, 7 Ferazzoli, 8 Tizón, 9 Scodelari, 10 Boeykens, 11 Falabella, 12 Alomo, 13 Gatti, 14 Sánchez, 15 Cors,        All. Eduardo Pinto
Campionato americano femminile di pallacanestro 1999Alomo, Boeykens, Comba, Falabella, Ferazzoli, Fernández, Gatti, Luchessi, Mendoza, Nicolini, Soberón, Tizón, All. Eduardo Pinto
Campionato americano femminile di pallacanestro 20014 Nicolini, 5 Pires, 6 Ríos, 7 Ferazzoli, 8 Mendoza, 9 Garbino, 10 Galé, 11 Paoletta, 12 Luchessi, 13 Vega, 14 Sánchez, 15 Palacios,        All. Eduardo Pinto
Campionato americano femminile di pallacanestro 20034 Ríos, 5 Soberón, 6 Pavón, 7 Cacciapuoti, 8 Mendoza, 9 Chesta, 10 Gatti, 11 Paoletta, 12 A. Fernández, 13 C. Fernández, 14 Sánchez, 15 F. Fernández,        All. Eduardo Pinto
Campionato americano femminile di pallacanestro 20054 Nicolini, 5 Soberón, 6 Liñeira, 7 Landra, 8 Pavón, 9 Chesta, 10 Gatti, 11 Paoletta, 12 Fernández, 13 Cava, 14 Sánchez, 15 Palacios,        All. Eduardo Pinto
Campionato americano femminile di pallacanestro 20074 Nicolini, 5 Maggi, 6 Cabañez, 7 Cava, 8 Pavón, 9 Sáenz, 10 Gatti, 11 Paoletta, 12 A. Fernández, 13 Landra, 14 F. Fernández, 15 Cejas,        All. Eduardo Pinto
Campionato americano femminile di pallacanestro 20094 Burani, 5 Flores, 6 Reggiardo, 7 Mendoza, 8 Landra, 9 Cava, 10 Gatti, 11 Paoletta, 12 Pavón, 13 Cejas, 14 Sánchez, 15 Fernández,        All. Eduardo Pinto
Campionato americano femminile di pallacanestro 20114 Thomas, 5 Santana, 6 Reggiardo, 7 Cabrera, 8 González, 9 Cava, 10 Burani, 11 Gretter, 12 Pavón, 13 Soriani, 14 Sánchez, 15 Pavicich,        All. Roberto Santín
Campionato americano femminile di pallacanestro 20134 Rosset, 5 Thomas, 6 Reggiardo, 7 Cabrera, 8 Liñeira, 9 Flores, 10 Burani, 11 Gretter, 12 Santana, 13 Pérez, 14 Sánchez, 15 Vega,        All. Cristian Santander
Campionato americano femminile di pallacanestro 20154 Rosset, 5 Santana, 7 Cabrera, 8 Boquete, 9 Fiorotto, 10 Burani, 11 Gretter, 12 Pavón, 13 González, 17 Vega, 21 Thomas, 44 Llorente,        All. Cristian Santander
Campionato americano femminile di pallacanestro 20173 Marchizotti, 4 Rosset, 5 D'Urso, 8 Boquete, 9 Fiorotto, 10 Burani, 11 Gretter, 12 Santana, 13 González, 14 Aispurúa, 18 Armesto, 22 Pérez,        All. Cristian Santander
Campionato americano femminile di pallacanestro 20191 Delabarba, 2 García, 5 D'Urso, 6 Llorente, 7 Ale, 8 Boquete, 9 Fiorotto, 10 Burani, 13 González, 14 Aispurúa, 15 Marchizotti, 22 Pérez,        All. Leonardo Costa
Campionato americano femminile di pallacanestro 20214 Rosset, 5 García, 6 Llorente, 7 Cabrera, 8 Boquete, 10 Burani, 11 Gretter, 20 Suárez, 23 Gauna, 24 Castro, 27 Mungo, 29 Ale,        All. Gregorio Martínez
Campionato americano femminile di pallacanestro 20232 D'Urso, 3 Mungo, 5 García, 8 Boquete, 9 Fiorotto, 10 Burani, 11 Gretter, 13 Gentinetta, 14 Chagas, 20 Suárez, 27 Vilches, 55 Fontana,        All. Gregorio Martínez
Campionato americano femminile di pallacanestro 20253 Mungo, 4 Siciliano, 5 Martínez, 7 Cabrera, 8 Boquete, 10 Burani, 11 Gretter, 13 Gentinetta, 14 Chagas, 19 Saravia, 20 D'Urso, 23 Gauna,        All. Gregorio Martínez

### Campionati sudamericani
Campionato sudamericano femminile di pallacanestro 1946Buso, Caccialanza, Caro, Elías, Fernández, Marichalar, Martínez, Nicolini, Pichi, San Miguel, Spinelli, Vasino, All. Manuel Ascencio
Campionato sudamericano femminile di pallacanestro 19523 Bonetti, 4 Pastorino, 5 García, 6 Carreiro, 7 Lemps, 8 Rhodius, 9 Reyes, 10 Marchisotti, 11 Droz, 12 Gayol, 13 Nicolini, 14 Galmes,        All. -
Campionato sudamericano femminile di pallacanestro 1956Balocco, M. Bonetti, N. Bonetti, Gallo, Kirsch, Longarella, Pietrapiana, Reyes, Rodríguez, Rosales, Toffani, Zurita, All. Eduardo Dellacroce
Campionato sudamericano femminile di pallacanestro 1958Abad, Balocco, Bello, Bonetti, Cesca, Conesa, Gallo, Pietrapiana, Rosales, Lillino, Trincavelli, Zurita, All. Dora Rhodius
Campionato sudamericano femminile di pallacanestro 19603 Trincavelli, 4 Juan, 5 Ucelli, 6 Conesa, 7 Sklerevicius, 8 Balocco, 9 Reyes, 10 Maggiolo, 11 Abad, 12 Setien, 13 Recioy, 14 Pietrapiana,        All. Eduardo Dellacroce
Campionato sudamericano femminile di pallacanestro 1962Aguirre, Campa, Conesa, Del Duca, Gabiglio, Juan, Mónaco, Cattáneo, Pietrapiana, Setien, Trincavelli, Ventos, All. Juan Antonio Cejas
Campionato sudamericano femminile di pallacanestro 19654 Juan, 5 Mónaco, 6 Maggiolo, 7 Álvarez, 8 Abad, 9 Calderón, 10 Aguirre, 11 Del Duca, 12 Bringa, 13 Sklerevicius, 14 Mahbub, 15 Setien,        All. Hilda Santillán
Campionato sudamericano femminile di pallacanestro 1967Abad, Blanco, Campa, Legry, López, Mahbub, Mammarella, Mouchet, Ravazzoli, Sarta, Sklerevicius, Ventos, All. Hugo De Méstico
Campionato sudamericano femminile di pallacanestro 19684 Brandan, 5 Blanco, 6 Fernández, 7 Giovannetti, 8 Nine, 9 Torres, 10 Campa, 11 Salvador, 12 Rivero, 13 Ventos, 14 Herrera, 15 Ravazzoli,        All. Pedro Bátiz
Campionato sudamericano femminile di pallacanestro 1977Carrazan, Gallardo, Mangeri, Imbroglia, Legry, Lento, López, Parodi, Ravazzoli, Santos, Toledo, Vásquez, All. Pedro Bátiz
Campionato sudamericano femminile di pallacanestro 1978Álvarez, Andújar, Anselmetti, Asenjo, Demarchi, Gallardo, Lento, Monfrini, Ravazzoli, Rivero, Santos, Socías, All. Pedro Bátiz
Campionato sudamericano femminile di pallacanestro 1981Andreozzi, Andújar, Anselmetti, Bustos, Costa, Florentín, González, Lepore, Passarella, Ravazzoli, Santos, Zaruba, All. Pedro Bátiz
Campionato sudamericano femminile di pallacanestro 1984Andreozzi, Andújar, Bouzas, Bustos, Casini, Domínguez, Florentín, Ravazzoli, Rinkewitsch, Smidt, Wilde, Zaruba, All. Pedro Bátiz
Campionato sudamericano femminile di pallacanestro 1986Bouzas, Casini, Colombo, Comba, Gallardo, García, Garmendia, Rinkewitsch, Rosolen, Smidt, Tizón, Wilde, All. Pedro Bátiz
Campionato sudamericano femminile di pallacanestro 1989Alomo, Andreozzi, Bonnor, Colombo, Falabella, García, Ibarra, Rinkewitsch, Rodríguez, Rosolen, Tizón, Trapiella, All. Pedro Bátiz
Campionato sudamericano femminile di pallacanestro 1991Andreozzi, Andújar, Avaro, G. Casini, Colombo, Falabella, Ferazzoli, Galé, García, Rinkewitsch, Rodríguez, Van Der Wee, All. Rodolfo Casini
Campionato sudamericano femminile di pallacanestro 1999Barril, Falabella, Ferazzoli, Fernández, Galé, Gatti, Mendoza, Nicolini, Paoletta, Ríos, Rotta, Vega, All. Eduardo Pinto
Campionato sudamericano femminile di pallacanestro 20034 Nicolini, 5 Pavón, 6 Liñeira, 8 Chesta, 9 Gatti, 10 Ríos, 11 Paoletta, 12 Fernández, 13 Dibella, 14 É. Sánchez, 15 C. Sánchez,        All. Eduardo Pinto
Campionato sudamericano femminile di pallacanestro 2005Cava, Chesta, Ferazzoli, Fernández, Liñeira, Mendoza, Nicolini, Palacios, Paoletta, Pavón, Sánchez, Soberón, All. Eduardo Pinto
Campionato sudamericano femminile di pallacanestro 20064 Nicolini, 5 Soberón, 6 Peters, 7 Ríos, 8 Pavón, 9 Chesta, 10 Gatti, 11 Paoletta, 12 Fernández, 13 Landra, 14 Sánchez, 15 Vega,        All. Eduardo Pinto
Campionato sudamericano femminile di pallacanestro 20084 Cava, 5 Soberón, 6 Thomas, 7 Cejas, 8 Pavón, 9 G. Landra, 10 Gatti, 11 Paoletta, 12 A. Fernández, 13 C. Landra, 14 Sánchez, 15 F. Fernández,        All. Eduardo Pinto
Campionato sudamericano femminile di pallacanestro 20104 González, 5 Boquete, 6 Reggiardo, 7 Chesta, 8 Mendoza, 9 Cava, 10 Gatti, 11 Paoletta, 12 Pavón, 13 Cejas, 14 Sánchez, 15 F. Fernández,        All. Eduardo Pinto
Campionato sudamericano femminile di pallacanestro 20134 Rosset, 5 González, 6 Reggiardo, 7 Cabrera, 8 Liñeira, 9 Flores, 10 Burani, 11 Gretter, 12 Santana, 13 Pérez, 14 Sánchez, 15 Vega,        All. Cristian Santander
Campionato sudamericano femminile di pallacanestro 20144 Rosset, 5 Santana, 6 Reggiardo, 7 David, 8 Boquete, 9 Flores, 10 Burani, 11 Gretter, 12 Pavón, 13 Pérez, 14 Thomas, 15 Vega,        All. Cristian Santander
Campionato sudamericano femminile di pallacanestro 20164 Rosset, 5 Santana, 6 Llorente, 7 Cabrera, 8 Boquete, 9 Fiorotto, 10 Burani, 11 Gretter, 12 Pavón, 17 Vega, 20 Flores, 21 Thomas,        All. Cristian Santander
Campionato sudamericano femminile di pallacanestro 20184 Rosset, 5 D'Urso, 6 Llorente, 8 Boquete, 9 Fiorotto, 10 Burani, 11 Gretter, 12 Santana, 13 González, 15 Marchizotti, 17 Leiva, 22 Pérez,        All. Cristian Santander
Campionato sudamericano femminile di pallacanestro 20221 Delabarba, 3 Mungo, 4 Llorente, 5 García, 6 Maza, 7 Cabrera, 8 Boquete, 9 Fiorotto, 10 Burani, 11 Gretter, 13 Gentinetta, 20 Suárez,        All. Gregorio Martínez
Campionato sudamericano femminile di pallacanestro 20243 Mungo, 4 Siciliano, 5 Martínez, 7 Cabrera, 10 Burani, 11 Gretter, 12 Botta, 13 Gentinetta, 14 Chagas, 19 Saravia, 20 D'Urso, 23 Gauna,        All. Gregorio Martínez

### Giochi panamericani
Pallacanestro femminile agli XI Giochi panamericani4 Andújar, 5 Galé, 6 Rosolen, 7 Smidt, 8 Tizón, 9 Colombo, 10 Casini, 11 Falabella, 12 García, 13 Ferazzoli, 14 Andreozzi, 15 Van Der Wee,        All. Eduardo Pinto
Pallacanestro femminile ai XIII Giochi panamericaniBoeykens, Falabella, Fernández, Ferazzoli, Galé, Gatti, Landra, Mendoza, Nicolini, Paoletta, Ríos, Soberón, All. Eduardo Pinto
Pallacanestro femminile ai XIV Giochi panamericaniCacciapuoti, Falabella, Fernández, Galé, Gatti, Mendoza, Nicolini, Paoletta, Pires, Ríos, Sánchez, Soberón, All. Roberto Santín
Pallacanestro femminile ai XV Giochi panamericani4 Nicolini, 5 Cava, 6 Cabañez, 7 Maggi, 8 Pavón, 9 Chesta, 10 Gatti, 11 Paoletta, 12 A. Fernández, 13 Landra, 14 F. Fernández, 15 Sáenz,        All. Eduardo Pinto
Pallacanestro femminile ai XVI Giochi panamericani4 Flores, 5 Santana, 6 Reggiardo, 7 Cabrera, 8 Pérez, 9 Cava, 10 Burani, 11 Gretter, 12 Pavón, 13 Soriani, 14 Rojas, 15 Pavicich,        All. Roberto Santín
Pallacanestro femminile ai XVII Giochi panamericani4 Rosset, 5 Santana, 6 Reggiardo, 7 Cabrera, 8 Boquete, 9 Fiorotto, 10 Burani, 11 Gretter, 12 Pavón, 13 González, 14 Thomas, 15 Vega,        All. Cristian Santander
Pallacanestro femminile ai XVIII Giochi panamericani5 D'Urso, 6 Llorente, 7 Ale, 8 Boquete, 9 Fiorotto, 10 Burani, 11 Gretter, 12 Santana, 13 González, 15 Marchizotti, 19 Mungo, 22 Pérez,        All. Leonardo Costa

## Nazionali giovanili
- Selezioni giovanili della nazionale femminile di pallacanestro dell'Argentina